# Onésime, l'amour vous appelle

Onésime, l'amour vous appelle est un film muet français réalisé par Jean Durand et sorti en 1912.

## Fiche technique
- Réalisation : Jean Durand
- Société de production : Société des Établissements L. Gaumont
- Pays d'origine : France
- Format : Muet - Noir et blanc - 1,33:1 - 35 mm
- Métrage : 134 m
- Genre :  Comédie
- Durée : inconnue
- Année de sortie : France : 1912

## Distribution
- Ernest Bourbon : Onésime
- Gaston Modot